# Acmarhachis
Genre
Synonymes
- † Cyclagnostus Lermontova, 1940

Acmarhachis est un genre fossile de trilobites primitifs ayant vécu au Cambrien, Il appartient à l'ordre des Agnostida et à la famille des Agnostidae.

## Classification
Le genre Acmarhachis est décrit en 1938 par le paléontologue américain Charles Elmer Resser (1889-1943).

## Liste des espèces
- A. typicalis Resser, 1938 (type)
- A. acuta (Kobayashi, 1938)
- A. anhuiensis (Qiu, 1983) synonyme Wanagnostus anhuiensis
- A. apicula Öpik, 1967 synonyme Oxyagnostus apicula
- A. elegans (Lermontova, 1940)[2] synonyme Cyclagnostus elegans Lerm., 1940 - Cambrien supérieur de l'U.R.S.S.
- A. karatauensis Ergaliev, 1980
- A. longispinus Ergaliev, 1980
- A. punctatus Ergaliev, 1980
- A. whittingtoni Westrop & Eoff, 2012[3]